# Marcel Journet
Marcel Journet (Grasse, 25 de julio de 1868-Vittel, 7 de septiembre de 1933) fue un bajo francés. Tuvo una carrera notable en Europa y en Estados Unidos en Nueva York y Chicago.

## Biografía
Journet nació en Grasse, en el departamento de los Alpes Marítimos y estudió canto en el Conservatorio de París. Después de su debut en la ciudad de Montpellier en 1891, inmediatamente comenzó a cantar en numerosos roles interpretando las obras de Richard Wagner y de varios compositores italianos y franceses en una carrera que se prolongó durante unos cuarenta años.
Consiguió su primer éxito en 1894 en el Théâtre de la Monnaie de Bruselas, donde cantó durante cinco años consecutivos en los papeles de bajo en Romeo y Julieta, Fausto, Lohengrin y Fidelio.
Comenzó una carrera internacional que lo llevó a cantar en los principales teatros de ópera del mundo como la Royal Opera House en el Covent Garden de Londres, el Teatro alla Scala de Milán, la Opéra Garnier de París, el Teatro Colón de Buenos Aires y el Metropolitan Opera House de Nueva York. Arturo Toscanini fue uno de los directores más famosos que lo dirigieron a lo largo de su carrera, y cantó junto a los cantantes más famosos de su época como Nellie Melba, Luisa Tetrazzini, Enrico Caruso, Titta Ruffo, Francesco Daddi y Fiódor Chaliapin.
Journet murió en Vittel, tras una insuficiencia renal aguda. Alcanzó los picos más altos de éxito alrededor de los años veinte del siglo XX. Su hijo, Marcel Journet, se desarrolló como actor de cine.